# Karabisianoi
I Karabisianoi (in greco Καραβισιάνοι?), talvolta tradotto in Carabisiani, costituivano il perno della marina bizantina dalla metà del VII secolo fino agli inizi dell'VIII secolo. Il termine deriva dal greco karabos o karabis (Greco: κάραβος, καραβίς) che significa "nave", e significa letteralmente "popolazione delle navi, uomini di mare". I Karabisianoi furono la prima flotta navale permanente dell'Impero bizantino, costituita nel tentativo di arrestare la espansione islamica combattendola in mare. Essi furono sciolti e sostituiti con una serie di themata marittimi intorno al periodo 718–730.

## Storia e ruolo
I Karabisianoi furono istituiti intorno alla seconda metà del VII secolo in risposta all'espansione islamica. Diversi studiosi hanno suggerito che essa costituirebbe la naturale evoluzione di ciò che era rimasto della vecchia quaestura exercitus dell'esercito di campo tardo-romano dell'Illirico, ma queste ipotesi rimangono prettamente ipotetiche. La data della fondazione della flotta non è ben chiara: alcuni studiosi propongono che fu istituita negli anni 650 o 660 dall'Imperatore Costante II (r. 641–668), in seguito alla grave sconfitta navale subita dalla marina bizantina nella Battaglia di Dhāt al-sawārī nel 655, mentre altri ritengono che fu costituita in seguito al primo assedio arabo di Costantinopoli nel 672–678, in cui l'avanzata araba per mare verso la capitale bizantina sembra non avesse trovato opposizioni. La prima attestazione certa alla flotta dei Karabisianoi si ha nel corso dell'assedio di Tessalonica ad opera degli Slavi intorno al 680, e successivamente in una lettere dell'Imperatore Giustiniano II (r. 685–695) a Papa Conone scritta nel 687.
I Karabisianoi sono ritenuti essere la prima flotta militare permanente dell'Impero bizantino. Prima della sua istituzione, poiché il Mediterraneo era un "lago romano", solo un numero limitato di navi da guerra relativamente piccole erano mantenute nei porti principali e lungo le frontiere fluviali dell'Impero con compiti di ricognizione e di trasporti. Flotte bizantine più larghe erano allestite solo ad hoc in caso di spedizioni specifiche. I Karabisianoi furono istituiti allo stesso modo in cui si erano formati i themata dell'esercito di terra: essi erano distinti reggimenti militari che prendevano il nome dai suoi soldati, e condotto da uno stratēgos (stratēgos tōn karabōn/tōn plōimatōn). Anche se sono spesso indicati come "Thema Carabisiano", questa designazione è erronea in quanto i Karabisianoi rimasero un comando prettamente militare e non sembra abbiano costituito un distretto territoriale specifico come nel caso dei themata sulla terraferma. La sede dello stratēgos non è nota, ma alcuni studiosi hanno suggerito Rodi altri Keos, altri ancora Samos. I Karabisianoi sono stati ritenuti anche una flotta essenzialmente provinciale, con il compito di difendere la costa meridionale dell'Asia Minore da Mileto a Seleucia in Cilicia, le isole egee e i residui possedimenti imperiali nella Grecia meridionale, e costituente una flotta imperiale centrale a Costantinopoli; altri studiosi l'hanno ritenuta un comando comprendente virtualmente l'intera forza effettiva della marina bizantina, e attiva in compiti sia difensivi che offensivi dal Mar Nero fino all'Esarcato d'Africa.
I Karabisianoi subirono un notevole rinforzamento sotto l'Imperatore Giustiniano II, che insediò alcune migliaia di Mardaiti a servire come rematori e marinai lungo le coste meridionali dell'Asia Minore. Giustiniano inoltre istituì un thema e una flotta separati per la Grecia meridionale, denominato "Hellas". I Karabisianoi rivestirono un ruolo importante nella spedizione fallimentare volta a recuperare Cartagine nel 697–698, e nella rivolta che insediò sul trono bizantino l'ammiraglio Apsimar (Tiberio III). L'ultima menzione dello stratēgos dei Karabisianoi risale al 710/711, e fu solo nel 732 che il suo principale successore, lo stratēgos del thema dei Cibirreoti, viene menzionato. Ciò ha condotto a due differenti possibili date e spiegazioni per lo scioglimento dei Karabisianoi. Secondo alcuni studiosi essi furono sciolti in seguito al secondo assedio arabo di Costantinopoli (717–718), all'incirca nel 719, o per le prestazioni scadenti fornite negli anni precedenti o perché avevano appoggiato una rivolta contro l'Imperatore Leone III Isaurico (r. 717–741), secondo altri studiosi invece fu sciolta intorno al 727, in seguito a un'altra rivolta fallita contro l'Imperatore Leone III.
I Karabisianoi furono sostituiti principalmente dal nuovo thema dei Cibirreoti, il primo thema navale (thema nautikon), che aveva un comando in precedenza subordinato sotto uno droungarios e aveva giurisdizione sulla costa meridionale dell'Asia Minore. In altre province costiere, furono costituite numerose flotte più piccole nonché squadroni sotto droungarioi e altri ufficiali con mansioni di difesa locale.